# Strigno
Strigno är en ort och frazione i kommunen Castel Ivano i provinsen Trento i regionen Trentino-Sydtyrolen i Italien. 
Strigno upphörde som kommun den 1 januari 2019 och bildade med de tidigare kommunerna Spera och Villa Agnedo den nya kommunen Castel Ivano. Den tidigare kommunen hade 1 424 invånare (2015).